# Chambre postérieure de l'œil
La chambre postérieure de l'œil est un petit espace dans la partie postérieure du globe oculaire, entourant le cristallin, limité par l’iris et par le corps ciliaire, et rempli par l’humeur aqueuse. 

## Postition et rapports
La chambre postérieure se situe entre l'iris en avant et la zonule de Zinn et le corps ciliaire en arrière . L'iris et la zonule le séparent respectivement de la chambre antérieure et du corps vitré.

## Structure
C'est un espace de forme annulaire qui trouve sa place autour de la lcristallin, est traversé par les fibres de la zonule ciliaire et donc rempli d' humeur aqueuse  .

## Origine embryologique
La chambre postérieure provient d'une fissure qui se forme dans le mésenchyme entre l'iris et le cristallin en développement. Avec la disparition de la membrane pupillaire et la formation de la pupille, les deux chambres peuvent communiquer à travers le sinus veineux de la sclère (ou canal de Schlemm), qui représente le passage de sortie de l'humeur aqueuse vers le système veineux. 